# Schistura personata
 Schistura personata és una espècie de peix de la família dels balitòrids i de l'ordre dels cipriniformes.

## Morfologia
- Cos amb 12-16 franges.
- Els mascles poden assolir els 6,1 cm de longitud total.
- Línia lateral normalment completa.
- 8,5 radis ramificats a l'aleta dorsal i 5,5 a l'anal.
- Aleta caudal dentada i amb 9+8 radis ramificats.[2][3]

## Hàbitat i distribució geogràfica
És un peix d'aigua dolça, bentopelàgic i de clima tropical, el qual es troba a Laos: la conca del riu Nam Ngum.

## Amenaces
Les seues principals amenaces són la construcció de preses, la desforestació, les activitats mineres (extracció d'or en l'actualitat i de ferro en un futur) i les pràctiques agrícoles i llurs impactes associats (com ara, l'erosió del sòl, la sedimentació i la contaminació de l'aigua).